# Hockey Club Pustertal-Val Pusteria 2009-2010
Questa pagina contiene i dati relativi alla stagione hockeystica 2009-2010 della società di hockey su ghiaccio HC Val Pusteria.

## Roster 2009/10

### Portieri
- 01  Jeffrey Jakaitis
- 29  Hannes Hopfgartner
- 35  Andrea Carpano
- 35  Philipp Kosta

### Difensori
- 05  Jan Vodrazka
- 09  Armin Hofer
- 14  Christian Willeit
- 23  Martin Casanova Stua
- 27  Luigi Da Corte
- 44  Matthew Kelly
- 62  Armin Helfer
- 81  Christian Mair

### Attaccanti
- 06  Max Oberrauch
- 08  Lukas Tauber
- 11  Gregor Barber
- 12  Thomas Pichler
- 13  Patrick Bona
- 17  Raymond Murray
- 18  Tomaž Razingar
- 20  Michael Heinz
- 21  Thomas Trenker
- 22  Marko Tuomainen
- 39  Taggart Desmet
- 71  Robert Sirianni
- 90  Michael Sparber

### Allenatore
Stefan Mair